# Enispe sylhetensis
Enispe sylhetensis är en fjärilsart som beskrevs av Otto Staudinger 1887. Enispe sylhetensis ingår i släktet Enispe och familjen praktfjärilar. Inga underarter finns listade i Catalogue of Life.